# 永野芽郁
永野 芽郁（ながの めい、1999年〈平成11年〉9月24日 - ）は、日本の女優、タレント。東京都西東京市出身。スターダストプロモーション制作1部所属。

## 略歴
母子家庭で育つ。小学校3年の時、東京・吉祥寺のサンロード付近で買い物中にスカウトされ、芸能界入り。
子役として2009年公開の映画『ハード・リベンジ、ミリー ブラッディバトル』でデビュー。2010年のドラマ『ハガネの女』（テレビ朝日）では主人公・芳賀稲子（吉瀬美智子）の小学生時代の役、2013年のNHK大河ドラマ『八重の桜』では山川常盤（佐藤みゆき）の少女期を演じた。
2010年からファッション誌『ニコ☆プチ』（新潮社）でレギュラーモデルを務め、2013年6月から2016年3月までは姉妹誌『nicola』（新潮社）のモデル（ニコモ）として活動した。ニックネームは「メイ©」。2016年8月から2019年まで雑誌『Seventeen』（集英社）のモデルとして活動。
2015年10月31日公開の映画『俺物語!!』でオーディションを勝ち抜きヒロイン役に抜擢されて脚光を浴びる。同年11月には「女優登竜門」と目される「全国高等学校サッカー選手権大会」の11代目応援マネージャーに就任。
2016年には1月期月9ドラマ『いつかこの恋を思い出してきっと泣いてしまう』（フジテレビ）でレギュラー出演、7月期連続ドラマ『こえ恋』（テレビ東京）でドラマ初主演、NHK大河ドラマ『真田丸』で豊臣秀頼の正室・千姫役を演じる。同年、13代目「カルピスウォーター」CMキャラクターに起用され、年末にはUQ mobileのCMに深田恭子、多部未華子とともに三姉妹役で共演し「あの子はだれ?」と注目を集める。
2017年3月公開の『ひるなかの流星』で主人公・与謝野すずめ役を演じて映画初主演。
2018年3月、高校を卒業。同年4月より放送の同年度前期のNHK連続テレビ小説『半分、青い。』でヒロインオーディション初参加ながら応募者2,366人の中からヒロインに選出され、主人公・楡野鈴愛役を演じる。幼少時に病気により一瞬にして左耳を失聴してしまうという設定の難役で、永野は左耳に耳栓をつけたり、実際に失聴した人から話を聞くなど入念な役作りをして撮影に臨んだ。
2019年4月30日発売の6月号をもって『Seventeen』専属モデルを卒業。
2021年7月23日、新型コロナウイルスへの感染を公表。出演中のドラマ『ハコヅメ〜たたかう!交番女子〜』（日本テレビ、戸田恵梨香とW主演）の撮影に影響が出て、8月4日と11日の2週にわたって特別編の放送に差し替えられた。8月5日、仕事再開を報告。
2022年7月6日、連続ドラマ『ハコヅメ〜たたかう!交番女子〜』が、『第48回放送文化基金賞』のテレビドラマ番組最優秀賞に輝き、永野自身も演技賞を受賞した。
2024年1月8日、連続ドラマ『君が心をくれたから』（フジテレビ）にて、逢原雨役で月9ドラマ初主演を務める。

## 不倫騒動
2025年4月23日、『週刊文春』にて、永野が俳優・田中圭および韓国人俳優・キム・ムジュンと二股で交際していることが報じられた。この報道は、前代未聞の「二股不倫」スキャンダルとして話題となった。この報道に対し、永野と田中の双方の事務所は不倫関係を否定した。キムの所属事務所も永野との熱愛関係を否定。永野自身は、29日（28日深夜）放送のラジオ番組『永野芽郁のオールナイトニッポンX』冒頭でこの報道について触れ、「誤解を招くような軽率な行動」のあったことを認めて謝罪の言葉を述べた。一方で田中自身は、5月2日に有料会員向けのブログで「誤解を招く軽率な行動」のあったことを認めて謝罪の言葉を述べた。
ところが、その後の2025年5月7日、『週刊文春』でこの騒動の続報が報じられた。内容は、永野と田中がLINEで親密なやりとりをしているというものだった。この報道に関して永野の事務所は1度目の報道と同様に不倫関係を否定した上で、ファンや関係者に騒動を謝罪した。一方で田中の事務所は「本人のコメントを信じたい」としていた。
本騒動を受け、騒動前展開されていたネットCM全9社（アイシティ、JCB、三菱重工、サンスター、サントリー、モスフードサービス、NTTコミュニケーションズ、クラシエ、SK-II）からCM動画が5月17日までに全社削除された。
また、ラジオ番組『永野芽郁のオールナイトニッポンX』から降板し同番組は終了した、2026年放送予定の大河ドラマ『豊臣兄弟!』からも降板が発表された。
これにより、これまで清純派のイメージで売っていた永野のイメージが大きく崩壊する事態となり、その結果永野は芸能活動の無期限休止に近い状態までに至った。ただし、所属事務所関係者は永野の活動休止自体は否定しており、報道後、5月16日に取材陣を入れないという異例な形ながら映画『かくかくしかじか』の公開初日舞台挨拶に登壇し、7月28日にもカナダ・モントリオールで開催の第29回ファンタジア国際映画祭での同映画の上映会舞台挨拶に登壇している。

## 人物

### 人柄
「天真爛漫で明るく、嫌味のない性格」と芸能界で評される。2022年8月21日放送のTBS系「日曜日の初耳学」に出演した永野は、家庭環境や自分の性格について「うちは母子家庭なので母と兄と3人で生活していた。母子家庭イコール大変とか苦労するとかイメージがある方もいると思うけど、明るく、何でもなんとかなる!って感じで生活してきたので、それが今の性格につながってる気がする」と語っている。
趣味は、写真を撮ること、ギター、ランニング。小学5年生でウクレレを習った事をきっかけに弦楽器に興味を持ち、中学2年生の頃からアコースティック・ギターの練習を始めてやがてエレキギターも弾く様になった。
好きなミュージシャンとしてはテイラー・スウィフトの大ファンを公言しており、テイラーのジャケット写真を再現する企画にも参加した。
その他の好きなミュージシャンとしてジョージ・クリントン、長渕剛、安室奈美恵などの名を挙げる。
夏フェス「未確認フェスティバル2016」の応援ガール就任会見では、自身が出演するカルピスウォーターのCM曲であるBUMP OF CHICKENの「宝石になった日」の演奏を披露した。サザンオールスターズのファンでもあり、後述の通り「栄光の男」のミュージック・ビデオへの出演経験もある他、2024年9月23日に開催され、サザンが大トリを務めた「ROCK IN JAPAN FESTIVAL 2024」最終日を会場である国営ひたち海浜公園で観覧している。自身と同じ事務所に所属しているアーティストのライブを見に行ってドラムにも目覚め、ドラム演奏がストレス発散法ともなっている。小学生の時に琴、高校1年時に三味線を学んだ経験もある。
また、運動が好きで、時間があるときにランニングをしている。友人と一緒に駅から駅まで走ったり、長い時には20km近く走ることもある。特技は、スポーツ、ものまね。
好きなお笑い芸人は、なかやまきんに君。なかやまのことは友人から勧められた動画で知り、ドラマの撮影などで落ち込んだ時にはなかやまの動画に何度も励まされたという。日本テレビのバラエティ番組『行列のできる法律相談所』で初対面を果たした際には号泣し、その後は永野の希望でなかやまと抱擁させてもらうなどの交流があった。
好きな食べ物は塩ラーメンで、少なくとも週2回は食べる「元気の源」であり、1人ラーメンも「全然平気」と語っている。
フォロワー数190万人を超えていながら、Twitter（現・X）の“公式マーク”の認証が承認されずにいたが、2021年9月13日、Twitterの公式認証が付いたことを報告した。
オートバイ好きで17才の時に中型免許を取得、後に大型免許も取得した。2023年11月現在の愛車はハーレーダビッドソンの「Street Bob 114」。

### 女優として
2017年公開の初主演映画と2018年放送の初主演朝ドラで続けて、「すずめ」という名前の主人公を演じているが、朝ドラオーディションの際、「朝ドラでヒロインを演じるなら、この役しかないだろうな」と運命を感じたという。
2022年9月30日公開の主演映画『マイ・ブロークン・マリコ』の役作りにおいては、非喫煙者でありタバコが吸えないことを考慮して、撮影開始3〜4か月程前からニコチン・タール他の有害物質が少ない医療用タバコを吸う練習を始めた。愛用するドクターマーチンの靴は11か月程前から履きつぶすまで過ごしたと公言した時はタナダユキ監督から称賛を受けている。

### 交友関係
女優の今田美桜とは仲が良く、2年連続でクリスマスを一緒に過ごした経験もある。また、所属事務所の同僚で、朝ドラヒロインの先輩に当たる葵わかなと親交がある。初めて知り合ったのは小学生のころで、共演経験もなく1年に1回事務所で偶然会う程度だったが、2017年になってたまたま同じ日に宣材写真を撮りに行ったことをきっかけに連絡先を交換し、親しくなったという。奈緒とは『半分、青い。』で共演して以来交友がある。

### 家族
母、3歳年上の兄がいる。実家で2匹の猫を飼っている。

## 出演

### 映画
- ハード・リベンジ、ミリー ブラッディバトル（2009年7月11日）
- ゼブラーマン -ゼブラシティの逆襲-（2010年5月1日、東映） - すみれ 役
- 私の優しくない先輩（2010年7月17日、ファントム・フィルム） - 西表耶麻子（小学生時代） 役
- るろうに剣心（2012年8月25日、ワーナー・ブラザース映画） - 三条燕 役[87]
- ガチバン ULTRA MAX（2014年4月12日、AMGエンタテインメント） - 星良 役
- 繕い裁つ人（2015年1月31日、ギャガ） - 中田まり 役
- 俺物語!!（2015年10月31日、東宝） - ヒロイン・大和凜子 役[88][89]
- ひるなかの流星（2017年3月24日、東宝） - 主演・与謝野すずめ 役[90]
- PARKS パークス（2017年4月22日、boid） - ハル 役[91]
- 帝一の國（2017年4月29日、東宝） - ヒロイン・白鳥美美子 役[92]
- ピーチガール（2017年5月20日、松竹） - 柏木沙絵 役[93]
- ミックス。（2017年10月21日、東宝） - 小笠原愛莉 役[94]
- 君は月夜に光り輝く（2019年3月15日、東宝） - 主演・渡良瀬まみず 役[注 5][95]
- 仮面病棟（2020年3月6日、ワーナー・ブラザース映画） - ヒロイン・川崎瞳 役[96][97]
- 地獄の花園（2021年5月21日、ワーナー・ブラザース映画） - 主演・田中直子 役[98]
- キネマの神様（2021年8月6日、松竹） - 若き日の淑子 役[99][100]
- そして、バトンは渡された（2021年10月29日、ワーナー・ブラザース映画） - 主演・森宮優子 役[101]
- マイ・ブロークン・マリコ（2022年9月30日、ハピネットファントム・スタジオ / KADOKAWA） - 主演・シイノトモヨ 役[102][103]
- 母性（2022年11月23日、ワーナー・ブラザース映画） - 田所清佳 役[104][105]
- こんにちは、母さん（2023年9月1日、松竹） - 神崎舞 役[106]
- からかい上手の高木さん（2024年5月31日、東宝） - 主演・高木さん 役[107]
- はたらく細胞（2024年12月13日、ワーナー・ブラザース映画） - 主演・赤血球 役（佐藤健とW主演）[108][109]
- かくかくしかじか（2025年5月16日、ワーナー・ブラザース映画） - 主演・林明子 役[110]

### テレビドラマ
- ハガネの女 第6話（2010年6月25日、テレビ朝日） - 小学生時代の芳賀稲子 役
- 時々迷々 「お姉ちゃんとよばないで」（2011年1月12日、NHK Eテレ） - 主演・珠子 役
- ABUアジア子どもドラマシリーズ 「遠足」（2011年8月1日、NHK Eテレ） - 三島ミズキ 役
- ほんとにあった怖い話 夏の特別編2011 「深淵の迷い子」（2011年9月3日、フジテレビ）
- STAND UP!ヴァンガード（2012年5月3日、テレビ東京） - 水原スミレ 役
- 大河ドラマ（NHK総合）
  - 八重の桜 第20話 - 第30話（2013年5月19日 - 7月28日） - 山川常盤 役
  - 真田丸（2016年10月23日 -12月18日） - 千 役[111]
- プラトニック（2014年5月25日 - 7月13日、NHK BSプレミアム） - 望月沙莉 役
- 東京にオリンピックを呼んだ男（2014年10月11日、フジテレビ） - 幼少期のグレース美弥子 役
- 水曜ミステリー9 保身（2015年7月1日、テレビ東京） - 宮下千夏 役
- 表参道高校合唱部! 第3話（2015年7月31日、TBS） - 近藤美希 役
- サマー・ストーカーズ・ブルース（2015年9月26日、フジテレビ）
- テディ・ゴー! 第2話 - 第4話（最終話）（2015年10月17日 - 31日、フジテレビ） - 天野杏 役[112][113]
- フジテレビヤングシナリオ大賞 超限定能力（2015年12月20日、フジテレビ） - ヒロイン・橋田美雪 役[114][115]
- いつかこの恋を思い出してきっと泣いてしまう（2016年1月25日 - 3月21日、フジテレビ） - 船川玲美 役[116][117]
- こえ恋（2016年7月8日 - 9月30日、テレビ東京） - 主演・吉岡ゆいこ 役[20]
- スーパーサラリーマン左江内氏 第8話（2017年3月4日、日本テレビ） - 笹原桃子 役[118][119]
- 僕たちがやりました（2017年7月18日 - 9月19日、関西テレビ） - ヒロイン・蒼川蓮子 役[120]
- 連続テレビ小説 半分、青い。（2018年4月2日 - 9月29日、NHK総合） - 主演・楡野鈴愛 役[30][121]
- 3年A組 -今から皆さんは、人質です-（2019年1月6日 - 3月10日、日本テレビ） - ヒロイン・茅野さくら 役[122][123]
- 親バカ青春白書（2020年8月2日[注 6] - 9月13日、日本テレビ） - 小比賀さくら 役[125][126][127]
- イチケイのカラス 第4話（2021年4月26日、フジテレビ） - 美人局の罪で起訴された女 役[128]
- ハコヅメ〜たたかう!交番女子〜（2021年7月7日 - 9月15日、日本テレビ） - 主演・川合麻依 役（戸田恵梨香とW主演）[129]
- ユニコーンに乗って（2022年7月5日 - 9月6日、TBS） - 主演・成川佐奈 役[130]
- 君が心をくれたから（2024年1月8日 - 3月18日、フジテレビ） - 主演・逢原雨 役[37][131]
- キャスター（2025年4月13日 - 6月15日、TBS） - 崎久保華 役[132]

### 舞台
- 『劇団Beポンキッキ』第1回公演 ふしぎな7つのトランク（2010年5月1日 - 5日、めぐろパーシモンホール）[注 7][133]

### 配信ドラマ
- 3年A組-今から皆さんだけの、卒業式です-（2019年3月10日・17日、Hulu） - 茅野さくら 役[134]
- 御手洗家、炎上する（2023年7月13日、Netflix） - 主演・村田杏子 役[135][136]
- 晴れたらいいね（2025年1月10日、Amazon Prime Video） - 主演・高橋紗穂 役[137][注 8]

### 吹き替え
- キング・オブ・エジプト（2016年9月9日） - ヒロイン・ザヤ〈コートニー・イートン〉 役[139]

### 劇場アニメ
- 二ノ国（2019年8月23日） - ヒロイン・コトナ 役 / アーシャ 役[140]

### ゲーム
- 妖怪ウォッチ ぷにぷに（2019年9月1日） - コトナ 役

### 情報番組
- We Can☆（2009年4月27日 - 2011年3月、BSフジ） - We Can☆Girls1期生
  - We Can☆47（2011年4月8日 - 2012年3月30日、BSフジ） - We Can☆47メンバー

### ドキュメンタリー
- ハートネットTV 「静かで、にぎやかな学校 －手話で学ぶ明晴学園－」（2017年10月2日、NHK Eテレ） - ナレーション[141]
- NNNドキュメント'20「ときつなぐ島 あすの空に舞え 朱鷺色の翼」（2020年1月5日、テレビ新潟制作・日本テレビ） - ナレーション[142][143]

### バラエティ
- NHK番組たまご ギャクテン教室!（2012年10月8日、NHK）[144]
- 痛快TV スカッとジャパン 胸キュンスカッと 二人だけの「あの場所」（2017年3月20日、フジテレビ） - 主演・森田涼子 役
- 青春舞台2017（2017年9月9日、NHK Eテレ） - ナレーション
- 土曜プレミアム お笑い脱出ゲーム2（フジテレビ、2021年4月24日） - 主催者（MC）

### ラジオ
- SCHOOL OF LOCK!「GIRLS LOCKS!」（2016年10月3日 - 2018年3月29日[145]、TOKYO FM） - 第4週目パーソナリティー[注 9][146][147][148]
- 三菱重工 presents 永野芽郁 明日はどこ行こ? （2024年7月6日 - 2025年3月29日、TOKYO FM） - メインパーソナリティ
- 永野芽郁のオールナイトニッポンX（2025年4月1日 - 5月13日、ニッポン放送） - レギュラーパーソナリティ[149]

### CM

#### 放映が終了したCM
- 東京電力 「Switch!」
  - 「オール電化マンション」篇（2010年6月12日 - ）
  - 「ヒートポンプ床暖房」篇（2010年11月1日 - ）
- 明治 「明治ミルクチョコレート」（2012年10月 - 2013年）
- 日本コカ・コーラ 「コカ・コーラ」「スマイルをもってかえろう。ファミリー」篇（2013年1月1日 - ）
- NHK いじめ防止キャンペーン（2013年8月19日 - 2015年）
- ライフネット生命（2014年1月4日 - ）
- HONDA 「グレイス」（2014年）
- 任天堂 「ガールズモード3キラキラコーデ」（2015年）
- 積水ハウス 「また、ここで...」編（2016年4月29日 - ）[150]
- リクルート
  - リクルートジョブズ タウンワーク「告白」篇（2016年10月10日 - ）[151][152]
  - リクルートライフスタイル ホットペッパービューティー学割
    - 「カワイイの理由 図書館」篇（2019年1月2日 - ）[153]
    - 「カワイイの理由 春」篇（2019年2月24日 - ）[154]
- アルペン スポーツデポ「青い冬、はじまる」（2016年12月16日 - ）[155]
  - 「バイト先にて」篇・「家路にて」篇・「ゲレンデにて」篇
- 野村證券
  - 「それ、NOMURAにきいてみよう。『新しい風』篇」（2018年12月26日 - ）[156]
  - 「それ、NOMURAにきいてみよう。『人生100年 GOOD JOB』篇」（2019年9月14日 - ）[157]
  - 「夢に力を。力に夢を。『2020それぞれの決意』篇」（2020年8月24日 - ）[158]
- カネボウ化粧品 フリープラス
  - 「敏感を愛そう。15秒篇」（2019年1月25日 - ）[159]
- イーオン「英会話のイーオン」（2019年12月 - ）
  - 「イーオンの先生!篇」・「イーオン試してみよっ!篇」・「イーオンキッズ行ってみよっ!篇」（2020年1月6日 - ） [160]
  - 「いっしょにイーオン」篇・「いっしょにおためし5」篇・「イーオンキッズ」篇（2021年1月4日 - ） [161]
- UQコミュニケーションズ 「UQモバイル」（2016年10月24日 - ）[162]
  - 「永野さんがいっぱい」編（2021年6月17日 - ）[163]
- アサヒ飲料
  - カルピス カルピスウォーター（2016年4月4日 - 2022年3月末）[22]
    - 「登場」編（2016年4月5日 - ）[164]
    - 「青春と花火」編（2016年6月17日 - ）[165]
    - 「全力で少年」編（2017年3月17日 - ）[166]
    - 「君と夏の終わり」編（2017年6月30日 - ）[167]
    - 「大・告白」編（2018年7月6日 - ）[168]
    - 「春のドキドキ」編（2020年4月10日 - ）[169]
    - 「夏のドキドキ」編（2020年7月10日 - ）[170]
    - 「着ぐるみバイト」編（2021年3月12日 - ）[171]
    - 「砂浜」篇（2021年5月20日 - ）[172]
    - 「レモン」篇（2021年6月8日 - ）[173]

  - カルピスブランド100周年
    - 「宣言」篇（2019年2月22日 - ）[174]
    - 「卒業」篇（2019年3月1日 - ）[175]
    - 「七夕」篇（2019年6月26日 - ）[176]
- 花王「フレア フレグランス」（2020年8月24日 - ）[177]
  - 「香りでフレフレ! 永野芽郁」篇（2021年8月16日 - ）[178]
- 湖池屋「湖池屋プライドポテト」
  - 「リニューアル」篇（2021年2月6日 - ）[179]
  - 「国産じゃがいもの旨み」篇・「岩塩の時代来ちゃったよ」篇（2022年2月11日 - ）[180]
- コーセー「雪肌精 クリアウェルネス」（2020年9月16日 - ）[181]
- 味の素「クノールカップスープ」（2019年9月21日 - 2024年）[182]
- サントリー食品インターナショナル
  - 伊右衛門「二人の茶匠」篇（2023年3月14日 - ）[183]
  - サントリー天然水 FRUIT-SPARK グレフル＆レモン（2024年3月23日 - ）[184]
- HOYA 「アイシティ」（2015年 - 2025年）
  - 「丸見えの夏!キャンペーン」篇（2016年7月1日 - ）[185]
  - 「きいてよアイシティ」篇（2020年9月18日 - ）[186]
  - 「コンタクトのアイシティ ちょいアゲ50％OFF」篇（2021年3月3日 - ）[187]
  - 「eyecity市誕生 新市長演説」篇・「eyecity市ステートメント」篇（2021年8月13日 - ）（関東1都6県で放送）[188]
  - 「利用者数No.1 2023」篇（2023年3月2日 - ）[189]
  - 「コンタクトのアイシティ 瞳の特別授業」篇（2024年2月21日 - ）[190]
  - 「ジュニアコンタクト入学式」篇（2025年2月13日 - ）[191]
- モスバーガー
  - 「ブランド MOS品質 野菜」篇・「とろったまチーズ しあわせ全部」篇（2023年3月24日 - ）[192]
  - 「黒毛和牛にシャリアピン」篇（2023年11月15日 - ）[193]
  - 「黒毛和牛に特製テリヤキ」篇（2024年1月5日 - ）[193]
  - 「新とびきりベーコン&チーズ登場」篇（2024年3月27日 - ）[194]
  - 「新とびきりアボカド登場+黒毛和牛」篇（2024年11月12日 - ）[195]
- ジェーシービー
  - 「私は、JCBデビット」篇（2022年1月27日 - ）[196]
  - 「永野先輩 利便性」篇・「永野先輩 安全安心」篇（2023年10月24日 - ）[197]
- SUNSTAR「Ora2 me」
  - 「前向きオーラ」篇（2020年6月27日 - ）[198]
  - 「近頃の第一印象」篇（2021年1月 - ）
  - 「AFC誕生 自分さがし?」篇（2021年9月25日 - ）[199]
  - クレンジングペースト「集中美白」篇（2021年4月 - ）
- 三菱重工業「カーボンニュートラルの旅人」篇（2022年11月11日 - ）[200]
- サントリー「トリスハイボール」（2025年2月14日 - ）[201][202]
- NTTコミュニケーションズ「ドコモビジネス」
  - 「ソリューション」篇（2024年8月1日 - ）[203]
  - 「脳内会議」篇（2024年8月19日 - ）[204]
- クラシエホームプロダクツ「いち髪」（2022年9月9日 - ）[205]
- P&Gプレステージ「SK-II」 - グローバルアンバサダー
  - 「クリアな素肌。#ありがとうピテラ」（2024年5月15日 - ）[206]

### 広告
- 三菱電機 韓国向け会社案内パンフレット（2009年）
- 西松屋（2011年）
- 大和 だいわ自転車（2012年 - 2013年）
- しまむら（2013年 - ）
- ESS 「Piu」イメージモデル（2014年 - ）
- 第94回全国高等学校サッカー選手権大会（2015年） - 11代目応援マネージャー[17]
- 未確認フェスティバル2016（2016年） - 2代目応援ガール[58]
- 平成28年秋季全国火災予防運動ポスター（2016年）[207]

### MV
- FUNKY MONKEY BABYS 「LOVE SONG」（2011年11月16日）
- サザンオールスターズ 「栄光の男」（2013年8月7日）
- SHE'S 「Long goodbye」（2015年4月29日）[208]
- back number「手紙」（カメオ出演）（2015年8月12日）
- さくらしめじ 「ひだりむね」（2016年8月17日）[209]
- Vaundy 「カーニバル」（2023年11月24日）[210]

### アンバサダー
- プラダ - ２０１９年から[211]
- SK-II - 2024年から[212]

### インターネットテレビ
- 受胎するアンドロイド（goomo）

### 雑誌
- りぼん（2010年7月号 - 、集英社） - 専属モデル
- ニコ☆プチ（2010年10月号 - 2013年6月号、新潮社） - 専属モデル
- nicola（2013年7月号 - 2016年5月号、新潮社） - 専属モデル[213][214]
- seventeen（集英社）
  - 専属モデル（2016年9月号 - 2019年6月号）[215][14]
  - 「ごーいんぐ めい☆うぇい」連載（2017年8月号 - ）[216]
  - 2018年6月号別冊付録『すずめいPHOTO BOOK』 - 広瀬すずとW表紙[217]

### イベント
- Seventeen夏の学園祭（パシフィコ横浜）
  - Seventeen夏の学園祭2016（2016年8月23日）[218]
  - Seventeen夏の学園祭2017（2017年8月24日）[219]
  - Seventeen夏の学園祭2018（2018年8月23日）[220]
- 東京ガールズコレクション 2018 SPRING/SUMMER（2018年3月31日、横浜アリーナ） - NHKスペシャルステージ[221]
- Seventeen 秋の学園祭

## 書籍

### フォトブック
- 「永野芽郁 in 半分、青い。」PHOTO BOOK（2018年4月2日、東京ニュース通信社）ISBN 978-4-86336-750-0[222][223]
- moment（2019年3月5日、SDP、撮影：熊木優）ISBN 978-4-906953-70-7[224]
- No cambia（2020年4月24日、SDP、撮影：伊藤彰紀）通常版 ISBN 978-4-906953-83-7 / 特別版 ISBN 978-4-906953-88-2[225]
- team mate（SDP）[226]
  - vol.0（2021年6月24日）
  - vol.1（2021年9月24日）
  - vol.2（2021年12月24日）
  - vol.3（2022年3月24日）
  - vol.4（2022年6月24日）

### カレンダー
- 永野芽郁オフィシャルカレンダー2016（2015年12月17日、SDP）[227][228]
- 永野芽郁オフィシャルカレンダー2017（2016年12月5日、SDP）[229]
- 永野芽郁オフィシャルカレンダー2018（2017年12月7日、SDP）[230]
- 永野芽郁オフィシャルカレンダー2019（2018年12月7日、SDP）[231]
- 永野芽郁オフィシャルカレンダー2020（2019年12月9日、SDP）[232]
- 永野芽郁オフィシャルカレンダー2021（2020年12月10日、SDP）[233]
- 永野芽郁オフィシャルカレンダー2022（2021年12月24日、SDP）[234]
- 永野芽郁オフィシャルカレンダー2023（2022年12月18日、SDP）[235]
- 永野芽郁オフィシャルカレンダー2024（2023年12月13日、SDP）[236]

## 受賞歴
2017年
- 第9回コンフィデンスアワード・ドラマ賞 新人賞（『僕たちがやりました』）[237][238][239]
- Yahoo!検索大賞2017 スペシャル部門賞[240]

2018年
- 第13回コンフィデンスアワード・ドラマ賞 主演女優賞（『半分、青い。』）[241]
- 第98回ザテレビジョンドラマアカデミー賞 主演女優賞（『半分、青い。』）[242]

2019年
- エランドール賞 新人賞[243]
- 第27回橋田賞 新人賞（『半分、青い。』の演技に対して）[244]
- 第100回ザテレビジョンドラマアカデミー賞 助演女優賞（『3年A組-今から皆さんは、人質です-』）[245]

2021年
- 第46回報知映画賞 主演女優賞（『そして、バトンは渡された』、『地獄の花園』）[246]
- LINE NEWS AWARDS 2021 話題の人賞 俳優部門[247]

2022年
- 第45回日本アカデミー賞 優秀主演女優賞（『そして、バトンは渡された』）[248]
- 第64回ブルーリボン賞 主演女優賞（『そして、バトンは渡された』、『地獄の花園』）
- 第48回放送文化基金賞 演技賞（水曜ドラマ『ハコヅメ 〜たたかう!交番女子〜』）[249]

2023年
- 第34回 日本ジュエリー ベストドレッサー賞（20代部門）[250]
- 第46回日本アカデミー賞 優秀助演女優賞（『母性』）[251]

2024年
- 第47回日本アカデミー賞 優秀助演女優賞（『こんにちは、母さん』）[252]
- 第41回ベストジーニスト2024 協議会選出部門[253]
- Beauty of the year 2025[254]